# Phedon Papamichael
Phedon Papamichael Jr. (Grieks: Φαίδων Παπαμιχαήλ) (Athene, februari 1962) is een Grieks cameraman (director of photography). Hij werkt regelmatig samen met regisseurs Wim Wenders, James Mangold, Jon Turteltaub en Katt Shea.

## Biografie
Phedon Papamichael werd in 1962 in Athene geboren als de zoon van een Griekse vader en een Duitse moeder. Op zesjarige leeftijd verhuisde hij met zijn familie naar de Verenigde Staten. Zijn vader, Phedon sr., was een setontwerper die onder meer voor John Cassavetes werkte. Hij studeerde fotografie aan de Universiteit van München.
Hij is sinds 2006 getrouwd met Eka Chichua, met wie hij drie kinderen heeft.

## Carrière
Eind jaren 1980 ging hij aan de slag als cameraman. Zijn debuutfilm, Dance of the Damned (1988), was een horrorfilm van Katt Shea. In de daaropvolgende jaren filmde hij voor de regisseuse ook de films Stripped to Kill II: Live Girls (1989) en Streets (1990). In 1992 was hij ook de cameraman van Shea's bekendste film, de erotische thriller Poison Ivy.
In 1991 werkte hij voor het eerst samen met regisseur Jon Turteltaub. Het duo werkte samen aan onder meer de komische sportfilm Cool Runnings (1993). In 1996 nam hij de dramafilm Unhook the Stars op in dienst van regisseur Nick Cassavetes. Papamichael trad zo in de voetsporen van zijn vader, die in het verleden voor Nicks vader John Cassavetes gewerkt had. Ook John Cassavetes' echtgenote Gena Rowlands werkte aan het project mee.
Vanaf 1998 begon hij ook regelmatig samen te werken met Wim Wenders. Zo filmde hij voor de Duitse regisseur de documentaires Willie Nelson at the Teatro (1998) en Ode to Cologne: A Rock 'N' Roll Film (2002). Daarnaast maakte het duo ook de Amerikaanse dramafilm The Million Dollar Hotel (2000). Sinds 2000 is hij ook aangesloten bij de American Society of Cinematographers (ASC).
De psychologische thriller Identity (2003) betekende het begin van zijn samenwerking met James Mangold. De twee maakten nadien ook Walk the Line (2005), 3:10 to Yuma (2007), Knight and Day (2010) en Ford v Ferrari (2019). Voor de muzikale biopic Walk the Line ontving Papamichael in 2006 een Oscarnominatie.

## Filmografie
| - Dance of the Damned (1988) - Stripped to Kill II: Live Girls (1989) - After Midnight (1989) - Nowhere to Run (1989) - Prayer of the Rollerboys (1990) - Body Chemistry (1990) - Streets (1990) - Driving Me Crazy (1991) - Poison Ivy (1992) - Cool Runnings (1993) - Dark Side of Genius (1994, ook regisseur) - While You Were Sleeping (1995) - Unstrung Heroes (1995) - Unhook the Stars (1996) - Phenomenon (1996) - Bio-Dome (1996) - The Locusts (1997) - MouseHunt (1997) - Patch Adams (1998) - The Million Dollar Hotel (2000) - 27 Missing Kisses (2000) - America's Sweethearts (2001) |  | - Ten Minutes Older (2002) (segment: "Twelve Miles to Trona") - Moonlight Mile (2002) - Identity (2003) - Mathilde (2004) - Sideways (2004) - Walk the Line (2005) - The Weather Man (2005) - 10 Items or Less (2006) - 3:10 to Yuma (2007) - W. (2008) - Knight and Day (2010) - The Ides of March (2011) - The Descendants (2011) - This Is 40 (2012) - Nebraska (2013) - The Monuments Men (2014) - The Huntsman: Winter's War (2016) - Downsizing (2017) - Ford v Ferrari (2019) - The Trial of the Chicago 7 (2020) - Indiana Jones and the Dial of Destiny (2023) |